# Perfluor(N-isopropylmorpholin)
Perfluor(N-isopropylmorpholin) ist eine chemische Verbindung und ein Derivat des Morpholins. Es gehört zudem zu den per- und polyfluorierten Alkylverbindungen (PFAS).
Die Reaktionsmasse von Perfluor(N-propylmorpholin) und Perfluor(N-isopropylmorpholin) wird im Europäischen Wirtschaftsraum im Tonnagebereich 10–100 Tonnen pro Jahr (Stand: 2019) als Zubereitung verwendet. Dieses Gemisch wurde 2023 aufgrund seiner vPvB-Eigenschaften in die SVHC-Liste aufgenommen.
Der Octanol-Wasser-Verteilungskoeffizient {\displaystyle \log K_{ow}} des Gemischs – berechnet aus den Löslichkeiten in Octanol und in Wasser – beträgt 5,7 bei 23 °C.